# Serokomla (Łuków)
Pour les articles homonymes, voir Serokomla.
Serokomla (prononciation : ['sɛrɔˈkɔmla]) est un village polonais de la gmina de Serokomla dans le powiat de Łuków de la voïvodie de Lublin dans l'est de la Pologne.
Le village est le siège administratif (chef-lieu) de la gmina appelée gmina de Serokomla.
Il se situe à environ 25 kilomètres au sud de Łuków (siège du powiat) et 53 kilomètres au nord de Lublin (capitale de la voïvodie).
Le village comptait approximativement une population de 1070 habitants en 2009 .

## Histoire
L'histoire de Serokomla remonte à 1573, quand un noble Piotr Kijenski fonde le village basé sur le droit de Magdebourg. Le village se situe dans le Land de Lukow dans la voïvodie de Lublin dans la province de Petite-Pologne. Il ait acheté par la famille Firlej à la fin du XVIe siècle et est resté dans des mains privées jusqu'aux Partages de la Pologne. Après le Congrès de Vienne (1815), Serokomla se trouvait dans le Royaume du Congrès sous contrôle russe, dans laquelle il est resté jusqu'à la Première Guerre mondiale. Il est rattaché dà la Voïvodie de Lublin (1919-1939) dans la Deuxième République de Pologne.

### LaSeconde Guerre mondiale
Au début d'octobre 1939, une grande partie de Serokomla a été détruit par la Wehrmacht, pendant la bataille de Kock (1939). Après la bataille, les Allemands ont tué 32 soldats et civils polonais en représailles.
Le 14 avril 1940, la SS avec la Gestapo ont capturé 217 habitants locaux, y compris des femmes et des enfants. Tous ont été abattus par la formation Sonderdienst dans une exécution de masse à proximité. Un petit ghetto a été mis en place pour la communauté juive.
Le 22 septembre 1942 dans la matinée, le 101e bataillon de réserve de la police allemande, sous le commandement du capitaine Wohlauf rameute 200 à 300 Juifs de Serokomla et leur fait tiré dans le cou, un par un, sur la crête d'une décharge d'ordures en dehors de la ville. Les corps ont été laissés sans sépulture et les Allemands sont partis à 15 heures. LE Capitaine Wohlauf n'a même plus souvenir plus tard qu'il était à Serokomla parmi les nombreuses actions de déportation vers les camps de la mort qu'il a mené dans le voisinage.

## Administration
De 1975 à 1998, le village est attaché administrativement à l'ancienne voïvodie de Siedlce.
Depuis 1999, il fait partie de la nouvelle voïvodie de Lublin.